# Кардано ал Кампо
Карда̀но ал Ка̀мпо (на италиански: Cardano al Campo; на ломбардски: Cardan, Кардан) е град и община в Северна Италия, провинция Варезе, регион Ломбардия. Разположен е на 240 m надморска височина. Населението на общината е 14 857 души (към 2017 г.).